# Amegilla nonconforma
Amegilla nonconforma är en biart som beskrevs av Brooks 1988. Amegilla nonconforma ingår i släktet Amegilla och familjen långtungebin. Inga underarter finns listade i Catalogue of Life.